# Бородастик буроголовий
Бородастик буроголовий (Psilopogon corvinus) — вид дятлоподібних птахів родини бородастикових (Megalaimidae).

## Поширення
Ендемік індонезійського острова Ява. Поширений в його західній частині. Його природними середовищами існування є субтропічні або тропічні вологі низинні ліси та субтропічні або тропічні вологі гірські ліси.

## Спосіб життя
Харчується фруктами і комахами. Гніздовий сезон триває з лютого по серпень. Гніздо облаштовують у дуплі, яке спеціально видовбують у дереві. У кладці 2-3 яйця. Інкубація триває 14 днів. Пташенят годують двоє батьків.